# ياسين التميمي
ياسين التميمي (ت. 168هـ / 785م) هو ثائر خارجي صفري من بنو تميم، خرج على الخليفة العبَّاسي مُحمَّد المهدي في الموصل في سنة 168هـ/784 أو 785م. حقق بعض النجاحات الأولية، وسيطر على مساحات في ديار ربيعة والجزيرة الفراتية، قبل أن يقضي الجيش العبَّاسي على ثورته نهائيًا.

## ثورته
اندلعت ثورة ياسين التميمي في منطقة الموصل سنة 168هـ / 784-785م. واجه ياسين في البداية عسكر الموصل وتمكن من هزيمتهم، مما مكنه من بسط سيطرته على مناطق واسعة من ديار ربيعة والجزيرة الفراتية. كان ياسين يميل فكريًا إلى آراء صالح بن مسرح، أحد زعماء الخوارج الأوائل.
لمواجهة خطر ياسين المتزايد، وجَّه الخليفة المهدي جيشًا بقيادة أبي هريرة مُحمَّد بن فرّوخ وهرثمة بن أعين. دارت معركة بين الطرفين أبدى فيها ياسين التميمي وأتباعه صمودًا فيها، إلا أن المعركة انتهت بمقتل ياسين وعدد من أصحابه، وانهزام ثورته وتفرُّق أتباعه في نفس السنة 168هـ / 784 أو 785م.

### فهرس المنشورات
1. 1 2 3  ابن الأثير (2005)، ص. 852.

### معلومات المنشورات كاملة
الكتب مرتبة حسب تاريخ النشر
- ابن الأثير الجزري (2005)، الكامل في التاريخ، مراجعة: أبو صهيب الكرمي، عَمَّان: بيت الأفكار الدولية، OCLC:122745941، QID:Q123225171